# 何塞·许寰哥
小何塞·苏慕隆·许寰哥（英語：José "Peping" Sumulong Cojuangco Jr.，1934年9月19日—），是菲律宾的国会议员，曾担任菲律宾奥林匹克委员会主席，他还是菲律宾总统科拉松·阿基诺的弟弟。